# АСК технологічним комплексом вуглефабрики

Рис. 1. Типова схема збагачення коксівного вугілля.
1 – вагоноперекидач; 2 – грохот циліндричний; 3 – дробарка двовалкова зубчаста;
4 – конвеєри стрічкові; 5 – бункери дозувально-акумулюючі; 6 – грохоти вібраційні;
7 – сепаратори важкосередовищні; 8 – бак кондиційної суспензії меншої густини (КС1);
9 – бак кондиційної суспензії більшої густини (КС2); 10 – бак некондиційної суспензії (НС); 11 – дробарка молоткова; 12 – сепаратор електромагнітний; 13 – грохот конусний; 14 – машина відсаджувальна; 15 – класифікатор елеваторний; 16 – центрифуга вібраційна; 17 – зумпф шламовий; 18 – гідроциклон класифікаційний; 19 – насоси;
20 – сепаратор гвинтовий; 21 апарат кондиціонування пульпи; 22 – машина флотаційна; 23 – вакуум-фільтр дисковий; 24 – згущувач циліндроконічний; 25 – фільтр-прес;
26 – сушарка барабанна; 27 – відвантажувальні бункери.

АСК технологічним комплексом вуглезбагачувальної фабрики включає систему управління технологічним комплексом вуглеприймання, навантаження та власне збагачувального устаткування (АСК ТК "вуглеприймання-навантаження-зюагачення"(ВНЗ)).

## Склад і функції АСК ТК ВНЗ
АСК складається з чотирьох підсистем автоматизованого управління технологічними комплексами (цехи або технологічні лінії, наприклад: усереднення, гравітаційного збагачення, флотації, зневоднення і сушки). 
Кожна підсистема здійснює контроль і взаємопов'язане управління агрегатами відповідного технологічного комплексу з дотриманням технологічного регламенту пуску / зупинки та аварійних блокувань.
Система автоматизованого управління розроблена на базі програмованих логічних контролерів (наприклад, фірми «Omron» (Японія)). Сервера подій аварій і попереджень, сервера зв'язку з технологічними контролерами і операторські станції можуть бути реалізовані на обладнанні Hewlett-Packard.
АСК ТК ВНЗ забезпечує світлову і звукову сигналізацію стану агрегатів, аварійних ситуацій, реєстрацію технологічних величин на пультах операторів і передпускову сигналізацію за місцем розташування обладнання відповідно до вимог передбаченими цим завданням і правилами безпеки.
Переключення режимів управління для агрегатів виконується з автоматизованих робочих місць (АРМ) оператора головного корпусу і АРМ оператора навантаження програмними засобами.
Функцію включення режиму екстреної зупинки виконує кнопка з пристроєм фіксації положення на АРМ оператора головного корпусу та пульті оператора навантаження.
Для контролю та управління технологічним обладнанням організовано два операторських пункти: модуля збагачення і навантаження.
Кількість сигналів (приклад для вуглезбагачувальної фабрики середньої потужності, 2011 р.): вхідних дискретних сигналів - 350; вихідних дискретних сигналів - 87;
вхідних аналогових сигналів - 6; вихідних аналогових сигналів - 2.
А також 9 датчиків температури, 4 датчика рівня вібрації, 10 датчиків рівня.
Використовуваних сигналів достатньо, щоб здійснювати повний контроль за станом агрегатів і пускового обладнання.
Зв'язок всіх АРМ з нижнім рівнем АСК (контролери, пристрої захисту та ін.), а також підключення до зовнішньої мережі здійснюється через мережеве обладнання та сервера, розташовані в серверній шафі.
Для накопичення і зберігання отриманої інформації організовані два виділених взаємно резервують сервера баз даних. Зберігання інформації виконується в базі даних Microsoft SQL Server 2005 Standard Edition.

Зовнішній вигляд апаратури автоматизації збагачувальної фабрики.

Резервування серверів виконується в режимі «hot standby» - гарячий резерв, тобто основний і резервний сервер функціонують паралельно і незалежно. Резервування здійснюється спеціалізованим програмним забезпеченням Iconics Genesis DataWorx32pro Redundant.
Для захисту мережевого оточення АСК ТК ВНЗ від вірусного програмного забезпечення і несанкціонованого доступу до системи організований сервер безпеки, на якому функціонує антивірусний програмний комплекс Kaspersky Open Space Security і програма розподілу та обмеження доступу Kerio WinRoute Firewall. Оновлення антивірусних баз сервера безпеки повинно виконуватися автоматично, через постійне підключення до мережі Internet.
Передбачаються такі форми подання інформації операторам:
- кольорово-графічне відображення агрегатів у технологічній схемі - мнемосхема - з колірною індикацією поточних станів кожного з компонентів ;

- текстові повідомлення, що конкретизують причини, з яких компонент системи має той чи інший колір мнемонічного зображення;
- текстові повідомлення, що попереджають про неможливість реалізації тих чи інших команд управління при вибраних режимах управління технологічним комплексом і при поточному стані устаткування, або про необхідність виконання тих чи інших дій, передбачених регламентом функціонування системи;
- списки аварій і неготовність пускового і технологічного обладнання;
- списки подій по кожному технологічного комплексу (які включають в себе всі сигнали, отримані АСУ від периферійних пристроїв, кнопкових постів і пультів операторів).